# Tàngara de coroneta canyella
La tàngara de coroneta canyella (Creurgops verticalis) és un ocell de la família dels tràupids (Thraupidae).

## Hàbitat i distribució
Habita la selva pluvial dels Andes de Colòmbia i sud-oest de Veneçuela, cap al sud, a través de nord-oest i est de l'Equador fins l'est del Perú.